# Kvestor
Kvestor (latinsko quaestor, slovensko preiskovalec) je bil državni uradnik Starega Rima.
V različnih zgodovinskih obdobjih je imel različne funkcije. V Rimskem kraljestvu je quaestores parricidii (kvestorji s sodno oblastjo)  imenoval kralj, da bi preiskovali in obravnavali umore. V Rimski republiki so bili kvestorji izvoljeni uradniki, ki so nadzirali državno zakladnico in pregledovali račune. 
Položaj kvestorja je bil najnižji na cursus honorum (častna pot). V rimskem političnem okolju je bil kljub temu zanimiv za karierne politike, ker je bil prva stopnička na poti v Rimski senat. V Rimskem cesarstvu je položaj kvestorja nadomestil prefekt, potem pa se je v poznem cesarstvu ponovno pojavil kot  quaestor intra palatium (dvorni kvestor). Dvorne kvestorje je imenoval cesar, da bi vodili cesarski dvor in odgovarjali na prošnje in pritožbe.

## Etimologija
Beseda quaestor izhaja iz latinskega glagola quaero, quaerere, ki pomeni pizvedovati, preiskovati. Naziv kvestor se tradicionalno povezuje z njegovo prvotno funkcijo preiskovalca umorov (quaestor parricidii). Antični avtorji, na katere je morda vplivala etimologija, so menili, da se je preiskovalna vloga quaestores parricidii razvila tako, da je vključevala tudi finančne zadeve, zaradi česar so nastale podobno imenovane poznejše službe. Sodobni poznavalci v to povezavo dvomijo.

## Zgodovina

### Izvor
Najzgodnejši kvestorji so bili quaestores parricidii (kvestorji s sodno oblastjo), ki so se pojavili že v Rimskem kraljestvu. Izbrani so bili za preiskovanje težkih zločinov, verjetno za posamezne primere, in verjetno niso bili stalni. Staroveški avtorji imajo različna mnenja o tem, kako se je izbiralo kvestorje, in o tem, kdaj je bila služba ustanovljena. Nekateri jo datirajo kar v mitsko vladavino Romula.

### Rimska republika
V Rimski republiki so bili kvestorji izvoljeni uradniki, ki so nadzirali državno blagajno in račune države, vojske in njenih častnikov. Kvestorje, zadolžene za finančni nadzor, so imenovali quaestores aerarii (erarni kvestorji), ker so nadzirali erar (aerarium, javna zakladnica) v Saturnovem templju.  Nastanek službe je nejasen. Znano je, da je ljudska skupščina (comitia tributa) okoli leta 420 pr. n. št. vsako leto izvolila štiri kvestorje. Po letu 267 pr. n. št. se je njihovo število povečano na deset.
Položaj kvestorja, ki ga je običajno zasedal bivši tribunus laticlavius (tribun s širokim trakom), je postal prvi korak na cursus honorum (dobesedno častna pot), standardnem nizu stopenj v karieri državnih uslužbencev. Izvolitev za kvestorja je hkrati pomenila pravico do sedeža v senatu in možnost napredovanja po cursus honorum. Kvestorji med bivanjem v Rimu niso imeli pravice do telesne straže (liktorji), izven Rima pa so lahko nosili fasces, povezan snop lesenih palic, ki je simboliziral avtoriteto in pooblastila magistrata.
Vsi rimski konzuli in guvernerji provinc so bili pred tem kvestorji. Nekaj kvestorjev je službovalo v Rimu, tisti, ki so službovali v provincah, pa so bili zadolženi tudi za rekrutiranje v rimsko vojsko. Nekaj provincijskih kvestorjev je službovalo tudi v štabih generalov ali so bili namestniki guvernerja province. Nekateri so nadzirali vojaške finance. 
Z reformami Lucija Kornelija Sule se je leta 81 pr. n. št. število kvestorjev povečalo na 20. Kandidati iz patricijskih družin so morali biti stari najmanj 30 let, kandidati iz plebejskih družin pa najmanj 32 let. Reforme so izvoljenemu kvestorju avtomatsko zagotovile sedež v senatu. Pred tem se je članstvo v senatu podelilo šele potem, ko so cenzorji pregledali senatne liste, kar se je zgodilo manj pogosto kot vsakoletna izvolitev kvestorjev.
Okoli leta 75 pr. n. št. je vsak prokonzul vedno imel po enega kvestorja, ki ga je vedno spremljal tudi na vojnih pohodih. Kvestor je sčasoma postal nekaj med guvernerjevim zasebnim tajnikom in glavnim pribočnikom. Njun odnos je postal bolj oseben, podoben odnosu med očetom in sinom ali pokroviteljem in varovancem. Med obema je bilo nekaj vzajemnega spoštovanja, njuni vlogi pa sta bili vseeno strogo določeni. Če je predstojnik kršil pravila ali celo podejenemu naredil škodo, se je njegovo dejanje štelo za nečastno ali celo izdajalsko.

### Pozna antika
Bizantinski cesar Konstantin Veliki je ustanovil položaj  quaestor sacri palatii (kvestor svete palače), ki je deloval enako kot glavni pravniški uradnik v Rimskem cesarstvu. Cesar Justinijan I. je ustvaril kvestitorje, ki so delovali kot sodni in policijski uradniki v Konstantinoplu, in quaestores exercitus (vojaški kvestorji), ki so službovali v kratkoživi vojaško-civilni administraciji ob spodnji Donavi. Quaestores sacri palatii so se obdržali še dolgo v bizantinski zgodovini, vendar so se njihove zadolžitve spreminjale in postale podobne zadolžitvam kvestitorjev. Naslov kot tak se je ohranil do 14. stoletja kot zgolj časten naslov. 

## Slavni kvestorji

### Gaj Sempronij Grakh
Po smrti brata Tiberija Grakha se je Gaj Sempronij Grakh za nekaj časa umaknil s političnega odra, dokler ni bil na sodišču prisiljen braniti svojega dobrega prijatelja Vetija. Ko je senat prepoznal njegove govorniške sposobnosti, se je ustrašil, da bo Gaj vzbudil ljudstvo na enak način kot njegov brat. Senat je sklenil preprečiti njegovo imenovanje za tribuna, zato ga je imenoval za kvestorja Marka Aufidija Oresta na Sardiniji. Grakh je na položaju kvestorja premagal več svojih nasprotnikov in postal priljubljen med svojimi vojaki. Po incidentu, v katerem je Grakh dobil podporo lokalnih vasi pri oskrbi njegovih vojakov, je senat poskušal Grakha zadržati na Sardijiji za nedoločen čas, tako da je Orestu podaljšal mandat. Grakh s sklepom senata ni bil zadovoljen. Vrnil se je v Rim in zahteval pojasnilo, kar je sčasoma privedlo do njegove izvolitve za ljudskega tribuna.

### Mark Antonij
Mark Antonij, dobro znan po svoji državljanski vojni z Oktavijanom, je začel svojo politično kariero kot kvestor. Pred tem je bil prefekt v Siriji in eden od legatov Julija Cezarja v Galiji. Cezarjeva naklonjenost in govorniške veščine v obrambi zapuščine Publija Klodija so pripomogle, da je bil leta 51 pr. n. št. izvoljen za kvestorja. Položaj kvestorja je bil izhodišče za njegovo izvolitev za avgurja in leta 50 pr. n. št. s Cezarjevo pomočjo za ljudskega tribuna.

### Gaj Julij Cezar
Julij Cezar je kot kvestor prokonzula/propretorja Zadnje Hispanije vodil obsežne vojaške operacije proti upornim plemenom v regiji. Ko je kasneje postal guverner, je rešil spore in stanje se je umirilo. 

### Mark Tulij Cicero
Mark Tulij Cicero  je bil kvestor propretorja/prokonzula Sicilije. Med svojim mandatom je odpravil velike kmetijske težave v regiji in izboljšal odkup in prodajo žita. Kmetje so ga zato vzljubili in začeli vsako leto potovati v Rim, da bi zanj glasovali na volitvah.

## Drugo
- V Italiji je najvišji policijski uradnik v pokrajini, ki je odgovoren direktno notranjemu ministrstvu.
- šef vseučiliščne kvesture to je registracijsko-vpisnega (včasih tudi blagajniškega) urada na vseučilišču.